# شرافة المدينة المنورة
شرافة المدينة المنورة أو إمارة المدينة المنورة كانت إمارة تتركز حول المدينة المنورة في الحجاز. وقد وصفها الموسوعي المصري القلقشندي بأنها دولة بدوية، وذلك لأنها تشبه منافستها الأقوى في الجنوب شرافة مكة. تأسست أثناء تفكك الإمبراطورية العباسية في منتصف القرن العاشر، وحكمها سلسلة من الشرفاء من سلالة بني مهنا، أحفاد النبي محمد عبر علي بن أبي طالب وابنه الحسين. وكما هو الحال مع جارتها الجنوبية، شرافة مكة المكرمة، التي نشأت في نفس الوقت تقريبًا، كان أشراف المدينة المنورة مُلزمين عادة بالتبعية لحكام مصر، حيث كانت المدينتان المقدستان تستمدان إمداداتهما الغذائية من هناك. وفي العصر المملوكي فقدت شرافة المدينة المنورة استقلاليتها وأهميتها تدريجيًّا، حيث أصبح شرفاؤها مُعينين من القاهرة، وخاضعين لشريف مكة بصفته نائب سلطان الحجاز.

## الخلفية
كانت المدينة المنورة أول مدينة اعتنقت الإسلام وقاعدة دولة النبي محمد، وكانت أول عاصمة للخلافة الناشئة. إن المقعد السياسي للعالم الإسلامي انتقل بسرعة وبشكل دائم بعيدًا عن الحجاز، أولً للكوفة بعد أحداث الفتنة الأولى ثم إلى دمشق في عهد الخلافة الأموية (661-750) ثم إلى بغداد في عهد الخلافة العباسية (750-1258)؛ على الرغم من محاولة إعادتها إلى المدينة المنورة أثناء الفتنة الثانية (680-692) إلا أن ذلك لم يتم. ومع ذلك، فإن المكانة الفريدة للمدينة المنورة ومكة باعتبارهما المدينتين المقدستين للإسلام ضمنت أن الخلفاء اهتموا بإجراء الأعمال هناك، وإرضاء السكان المحليين بالتبرعات والهدايا، والحفاظ على النظام والازدهار؛ ويبدو أن المدينة المنورة على وجه الخصوص كانت تعمل في بعض الأحيان كمركز إداري رئيسي للجزيرة العربية أو على الأقل للحجاز، وكان حكام الخلافة المعينون في المدينة المنورة في كثير من الأحيان أعضاء في السلالات الحاكمة أو أعضاء ذوي مكانة عالية من قبيلة قريش.

خريطة شبه الجزيرة العربية في العصر الإسلامي المبكر

خلال أواخر القرن الثامن، أصبحت مكة والمدينة مقرًا لمعارضة العلويين للحكومة العباسية، مع انتفاضة أعضاء الفروع العلوية المختلفة، وأبرزها في أعوام 762 و786 و815/16 و865/66. بحلول أوائل القرن العاشر، يبدو أن سيطرة العباسيين كانت اسمية في أفضل الأحوال، والمصادر غير واضحة بشأن من كان يمتلك السلطة؛ ويقال إن المدينة المنورة كانت تحت حكم الجعفريين (منافسي العلويين، أحفاد شقيق علي جعفر بن أبي طالب) في مرحلة ما. وفي الواقع، أصبح من الشائع خلال هذه السنوات تعيين القادة العسكريين محافظين، وهو ما يشكل دليلًا على عدم الاستقرار في المنطقة. ولكن هذا لم يحقق النتائج المرجوة واستمرت الفوضى، وبلغت ذروتها مع نهب مكة على يد القرامطة في عام 930. ولعدم قدرتهم على ضمان سلامة الحجاز، سلم العباسيون في عام 935 ومرة أخرى في عام 942 السلطة القضائية على مكة والمدينة إلى سلالة الإخشيديين المستقلة في مصر. وكانت المدينتان تعتمدان على مصر بالفعل منذ السنوات الأولى للخلافة، حيث أدى تدفق السكان الجدد ومكانة المدينة إلى الحاجة إلى تزويدهما بالطعام المستورد من مصر، باستخدام موانئ البحر الأحمر؛ خاصةً مع وصول السلالة الفاطمية الذين اهتمّوا كثيرًا بأحوال المسجدين الحرام والنبوي فاهتموا مثلًا بإرسال كسوة الكعبة كل عام من مصر لمكة، وبإرسال قناديل مُذهبة وستائر مُطرّزة ومصاحف فاخرة للمدينة.

## تاريخ شرافة المدينة المنورة
تذكر المصادر التي تعود إلى العصور الوسطى أن الحجاز ظلت تحت السيادة الإخشيديين حتى الفتح الفاطمي لمصر عام 969، حيث كانت خطبة الجمعة تُقرأ باسم الأمير الإخشيدي. ولكن استولى على السلطة في المدينة  ق. 940 ، عبيد الله بن طاهر العلوي الحسيني. وحكم خلفاء عبيد الله، سلالة بني مهنا، المدينة المنورة بشكل متقطع حتى القرن السادس عشر. وقد تزامن هذا التطور مع جيل لاحق في مكة، حيث استولى جعفر بن محمد الحسني على السلطة. كانت شرافة مكة أكبر وأقوى بكثير من شرافة المدينة المنورة، والتي يبدو أنها لم تسيطر على الكثير خارج محيط المدينة المباشر. كانت الشرافتان في كثير من الأحيان في صراع مع بعضهما البعض، حيث حاول الأشراف الأكثر طموحًا في مكة ضم المدينة المنورة إلى نطاقهم. كما تعرضت الشرافتان لمنافسات القوى العظمى في العالم الإسلامي، والتي تناوبت على استقطاب الأشراف والضغط عليهم للاعتراف بسيادتها، واستغلت التنافسات الأسرية أو استخدمت القوة العسكرية المباشرة لفرض مرشحيها المفضلين كأمراء؛ كان شرفاء المدينة المنورة من أتباع المذهب الشيعي الاثني عشري (كما كان شرفاء مكة من الشيعة الزيدية)، وعادة ما اعترفوا بسيادة الخلفاء الفاطميين الشيعة الإسماعيليين وذكروهم في خطبة الجمعة.
كان أبو جعفر مسلم بن عبيد الله قد استقر في مصر، وكان صديقًا للأمير الإخشيدي أبو المسك كافور، ولكن يبدو أنه غير ولاءه إلى الخليفة الفاطمي المعز بعد وفاة كافور بفترة وجيزة، حتى قبل الفتح الفاطمي لمصر، وربما لعب دورًا في نجاح الأخير. وقد قرأ خطبة الجمعة للمعز في المدينة المنورة في عام 969 أو 970، وبعد عامين انضم شريف المدينة المنورة إلى الفاطميين في حملة ألزمت شريف مكة بالاعتراف بالسيادة الفاطمية أيضًا. وبعد وفاة مسلم سنة 976/7م، عاد ابنه طاهر من مصر إلى المدينة المنورة، حيث اعترف به العلويون المحليون أميرًا على المدينة. في البداية اعترف بسيادة العباسيين، لكن وصول الجيش الفاطمي أجبره على العودة إلى الولاء للفاطميين. وفي وقت لاحق، فقد بنو مهنا السيطرة على المدينة المنورة لفترة وجيزة لصالح أمير مكة أبو الفتوح الحسن بن جعفر في ق. 1000 بناء على أمر الفاطميين، ومرة أخرى إلى ابن أبي الفتوح شكر (حكم. 1038/9–1061)، وإلى أول أمير هواشم في مكة، أبو هاشم محمد بن جعفر (حكم. 1062–1094). ولا يُعرف إلا القليل عن تاريخ المدينة المنورة في القرنين الحادي عشر والثاني عشر، وحتى خط الخلافة الدقيق بين الفروع المختلفة لبني مهنا غير واضح.
مزيد من المعلومات متاحة عن القاسم بن مهنا ، الذي حكم ق. 1170/1180 حتى تسعينيات القرن الثاني عشر، حيث كان صديقًا ومقربًا من السلطان الأيوبي في مصر، صلاح الدين الأيوبي. في عام 1176، انضم قاسم إلى قافلة الحج إلى مكة؛ ولكن أمير الحج طشتكين المستنجدي، خلع شريف مكة مكثر بن عيسى، ونصب قاسم واليًا جديدًا لمكة. وأدرك قاسم أن منصبه غير قابل للاستمرار، فبعد ثلاثة أيام فقط سلم السلطة إلى شقيق مكثثر، داود. وكان على سليم بن قاسم وخليفته، أن يواجه بدوره هجمات قتادة بن إدريس، الذي خلع مكثثر في عام 1203 واستولى على شرافة مكة. تمكن سليم من الحصول على مساعدة الأيوبيين، وتمكن ابن أخيه وخليفته قاسم من هزيمة المكيين في معركة وادي الصفراء عام 1216. لقد ثبتت هجمات قاسم على مكة أنها غير مثمرة، وقام الأيوبيون في مصر، المهتمون بالحفاظ على توازن القوى، بتحويل دعمهم إلى المكيين وحتى أنهم حاصروا ينبع ومكة نفسها للحماية. كان حُكم شيحة بن هاشم الطويل الذي تلا ذلك (1226/7-1249/50) سلميًا ومزدهرًا، وتميز بالعلاقات الوثيقة مع مصر الأيوبية، مما دفع شيحة إلى دعم قيادة المحاولات الأيوبية المتكررة لاستعادة السيطرة على مكة، التي كانت موضع نزاع من الرسوليين في اليمن.
واصل جماز بن شيحة، محاولات ضم مكة، لكنه لم ينجح إلا لفترة وجيزة، حيث احتل المدينة لمدة 40 يومًا في عام 1271 وبضعة أشهر في عام 1288. ويمثل حكمه أيضًا بداية تشديد السيطرة من سلطنة المماليك في القاهرة على المدينة المنورة: ففي عام 1283/1284 نصب المماليك إمامًا سنيًا في المسجد النبوي الشريف، وبدأ سلاطين المماليك في التدخل بشكل أكثر نشاطًا في شؤون المدينة المنورة. وقد ساعدهم في ذلك النزاعات الأسرية بين بني مهنا؛ وبحلول القرن الرابع عشر، كانت القاهرة قد انتحلت الحق في تعيين الأمير، بينما تم تخفيض رتبة الأخير إلى مجرد موظف مملوكي. بدأت النزاعات مع أبناء جماز الاثني عشر: حيث عارض شقيقاه مقبل ووديع الخليفة المختار، منصور بن جماز؛ فلجأ كل من مقبل وابنه برجس إلى القاهرة لتأكيد مطالباتهما بالإمارة، بينما زار منصور القاهرة بدوره لتأمين منصبه. لقد فقد كل من المنصور وابنه وخليفته بدر الدين كبيش بن منصور السيطرة على المدينة المنورة لصالح إخوتهم المنافسين أو أبناء إخوتهم أو أبناء عمومتهم أثناء غيابهم، ولم يتمكنوا من استعادتها إلا من خلال الشفاعة المملوكية. اُغتيل كل من منصور وكوبيش على يد أفراد من العائلة المتنافسة. ظل أحفاد منصور في السلطة بعد ذلك، باستثناء حكم وداي بن جماز في الفترة من 1336 إلى 1343، والفترة التي طُردت فيها الأسرة من المدينة المنورة في الفترة من 1350 إلى 1357/8.
وأخيرًا، في القرن الخامس عشر، أصبحت المدينة المنورة تابعة لشريف مكة، الذي أصبح "نائب سلطان" الحجاز، بدءًا من الحسن بن عجلان؛ ولكن هذا يعني أيضًا أن مكة والمدينة، وكذلك الحجاز على نطاق أوسع، أصبحت تدريجيًا أكثر تكاملًا في دولة المماليك. وبحلول عام 1426، طالب السلطان المملوكي بدفع مبالغ كبيرة من المال من أمراء مكة والمدينة كجزية قبل تثبيتهم في مناصبهم. عُزل الأمير عجلان بن نعيّر عندما وعد خشرم بن دوغان بدفع 5000 دينار ذهبي للسلطان برسباي، ولكن خشرم بدوره عُزل بعد عام واحد بعد فشله في تقديم المبلغ. بحلول عام 1439/1440، وربما منذ عام 1424، عندما تم إثبات ذلك في مكة، أُرسلَت حامية مملوكية صغيرة سنويًا إلى المدينة المنورة للحفاظ على النظام وتعزيز سيطرة القاهرة بشكل أكبر.

## الأمراء (الأشراف)
- طاهر بن مسلم بن عبيد الله (976–992)، توفي وهو في المنصب[15]
- الحسن بن طاهر بن مسلم (992–1007)، خُلع في انقلاب[34]
- داود بن القاسم بن عبيد الله (1007–؟)[34]
- هاني بن داود بن القاسم[34]
- المهنى بن داود بن القاسم (؟–1017/8)، توفي وهو في المنصب[34]
- أبو الغنائم بن المهنى بن داود (حوالي 1017/8)، اغتيل[34]
- هاشم بن الحسن بن داود (1036/7–؟)[34]
- الحسين بن المهنى بن داود (حوالي 1076/7)[18]
- منصور بن عمارة بن المهنى (؟–1103/4)، توفي وهو في المنصب[35]
- ابن منصور بن عمارة[35]
- المهنى بن الحسين بن المهنى[35]
- الحسين بن المهنى بن الحسين[35]
- قاسم بن المهنى بن الحسين (حوالي 1170/1180–1190/1200)، توفي وهو في المنصب؛ شغل منصب شريف مكة لفترة وجيزة في 1176[19]
- سالم بن قاسم بن المهنى (حوالي 1190/1200–1215)[21]
- قاسم بن جماز بن قاسم (1215–1226/7)، اغتيل[22]
- شيحة بن هاشم بن قاسم (1226/7–1249/50)، اغتيل[36][24]
- عمير بن قاسم بن جماز (1241)[37]
- عيسى بن شيحة بن هاشم (1249/50–1251/2)، خُلع في انقلاب[38]
- منيف بن شيحة بن هاشم (1251/2–1259)، توفي وهو في المنصب[39]
- جماز بن شيحة بن هاشم (1251/2–1300/1 أو 1302/3؛ أمير مشارك 1251/2–1259)، تنازل عن الحكم؛ شغل منصب شريف مكة لفترة وجيزة في 1271 و1288[40]
- مالك بن منيف بن شيحة (أمير مشارك 1266/7–1267/8 و1269)[41]
- منصور بن جماز بن شيحة (1300/1 أو 1302/3 – 1325)، اغتيل[42]
- مقبل بن جماز بن شيحة (أمير مشارك في 1309/10)، قُتل أثناء محاولته الاستيلاء على المدينة[43]
- وديّ بن جماز بن شيحة (مغتصب في 1316/7 و1326/7، أمير مشارك في 1335، أمير منفرد في 1336–1343)[44]
- بدر الدين قبيش بن منصور بن جماز (1325–1328)، اغتيل[45]
- طفيل بن منصور بن جماز (1328–1336 و1343–1350)، خُلع[46]
- حميان بنت مبارك بنت مقبل (مارس 1350)، أميرة فعلية ليومين[47]
- سعد بن ثابت بن جماز (1350–1351)، توفي متأثراً بجراح المعركة[47]
- فضل بن قاسم بن جماز (1351–1354)، توفي وهو في المنصب[48]
- ماني بن علي بن مسعود بن جماز (1354–1357/8)، خُلع[49]
- جماز بن منصور بن جماز (1357/8–1358)، اغتيل[50]
- عطية بن منصور بن جماز (1359–1371/2 و1381–1382)، توفي وهو في المنصب[51]
- هبة بن جماز بن منصور (1371/2–1381)، خُلع[51]
- جماز بن هبة بن جماز (1382–1385/6، 1386–1387، 1402–1408، 1409)، توفي وهو في المنصب[52]
- محمد بن عطية بن منصور (أمير مشارك في 1383/4، أمير في 1385–1386)[53]
- ثابت بن نعير (1387–1402، أُعيد تعيينه في 1408 لكنه توفي قبل وصول المرسوم)[54]
- عجلان بن نعير (1408–1409، 1409–1410، 1417–1418/9، 1421–1426)، خُلع[55]
- سليمان بن هبة بن جماز (1410–1413)، خُلع[56]
- غرير بن حيازعة بن هبة (1413–1417، 1418/9–1421)، خُلع[57]
- خشرم بن دوغان بن جعفر بن هبة (1426–1427)، خُلع[58]
- ماني بن علي بن عطية بن منصور (1427–1435/6)، اغتيل[58]
- عميان بن ماني بن علي (1436–1439، 1446/7–1451)، توفي وهو في المنصب[59]
- سليمان بن غرير (1439–1442)، توفي وهو في المنصب[58]
- حيدرة بن دوغان بن هبة (1442–1443)، اغتيل[60]
- يونس بن كبش بن جماز (1443)، خُلع[61]
- ديغم بن خشرم بن نجد بن نعير (1443–1446/7)، خُلع[61]
- الزُبيري بن قيس (1451–1461، 1482–1483)، توفي وهو في المنصب[62]
- زهير بن سليمان بن هبة (1461–1465، 1465–1469)، توفي وهو في المنصب[61]
- دغيم بن خشرم (1465، 1469–1478)، خُلع[62]
- قصيطيل بن زهير بن سليمان (1478–1482)، خُلع[62]
- حسن بن الزُبيري بن قيس (1483–1495/6)، خُلع[63]

- فارس بن شماس (1495/6–؟)[63]

## طالع أيضًا
- شرافة مكة